# Dhala

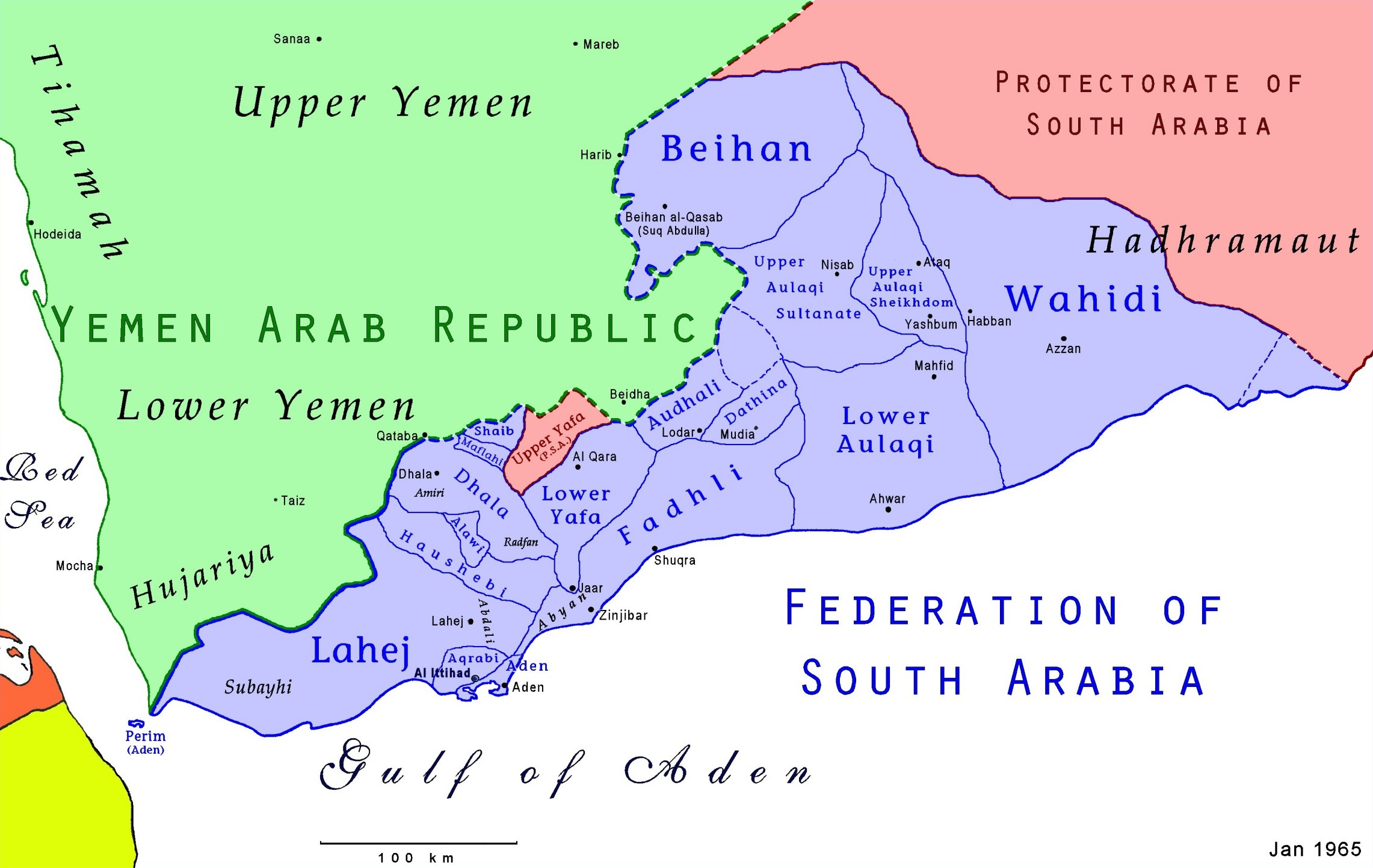
Carte de la fédération d'Arabie du Sud

Dhala (arabe : الضالع [Aḍ-Ḍāliʿ]), Amiri (arabe : الأميري [Al-ʿAmīrī]), ou l'émirat de Dhala (arabe : إمارة الضالع [Imārat aḍ-Ḍāliʿ] était un État du protectorat d'Aden, de la fédération des émirats arabes du Sud et ensuite de la fédération d'Arabie du Sud.
Sa capitale était Ad Dali'. En 1967, l'émirat fut aboli et son territoire inclus dans la république populaire du Yémen et le gouvernorat de Lahij, fusionnée en 1990 avec son voisin septentrional pour devenir la république du Yémen.

## Liste des émirs
Les émirs portent le titre d'Amir Dali`.
- .... - .... : Shafa`ul al-`Amiri
- .... - .... : Ahmad ibn Shafa`ul al-`Amiri
- .... - .... : al-Hasan ibn Ahmad al-`Amiri
- .... - .... : `Abd al-Hadi ibn al-Hasan al-`Amiri
- vers 1839 : Musa`id ibn al-Hasan al-`Amiri
- .... - Janvier 1872 : Shafa`ul ibn `Abd al-Hadi al-`Amiri
- Avril 1872 - 1873 : `Ali ibn Muqbil al-`Amiri (1er règne)
- 1873 -  Décembre 1873 : Muhammad ibn Musa`id al-`Amiri
- Janvier 1874 - Avril 1874 : `Ali ibn Muqbil al-`Amiri (2ème règne)
- Avril 1874 - Mars 1878 : `Abd Allah ibn Muhammad al-`Amiri
- Mars 1878 - 10 septembre 1886 : `Ali ibn Muqbil al-`Amiri (2ème règne)
- Septembre 1886 - 22 décembre 1911 : Sha´if ibn Sayf al-`Amiri
- Décembre 1911 - 1920 : Nasir ibn Sha'if al-`Amiri (1er règne)
- 1920 - 1928 : Haydara ibn Nasir al-`Amiri
- Juillet 1928 - 1947 : Nasir ibn Sha'if al-`Amiri (2ème règne)
- 1947 - 1954 : `Ali ibn `Ali al-`Amiri
- 1954 - 17 août 1967 : Shafa`ul ibn `Ali al-`Amiri (ar)